# Service de renseignement étranger (Azerbaïdjan)
Le service de renseignement étranger de l'Azerbaïdjan (en azéri : Azərbaycan Respublikasının Xarici Kəşfiyyat Xidməti) est l'un des services spéciaux de l'Azerbaïdjan. Le principal objectif du service de renseignement étranger est d’accroître l’efficacité des activités des services spéciaux et d’améliorer la structure de l’administration de l’État. Le chef du service de renseignement étranger est le colonel général Orkhan Soultanov.

## Histoire
Le service est créé par décret d'Ilham Aliyev, président de la République, en date du 14 décembre 2015, pour remplacer le ministère de la Sécurité nationale. La résolution numéro 360, « Sur les amendements à certaines résolutions du Cabinet des ministres de la République d'Azerbaïdjan » est adoptée par le Cabinet des ministres en septembre 2016. L'ancien ministère de la Sécurité nationale est divisé en deux services de l'État : le Service de sécurité de l'État (en) et le renseignement étranger. Le président Ilham Aliyev signe un décret sur la création de l'emblème du service de renseignement étranger au printemps 2017. 
Un ordre d'approbation du programme d'État visant à améliorer les activités du service de renseignement étranger de la République d'Azerbaïdjan pour 2017-2021 estsigné par le président en décembre 2017.

## Opérations
Les forces spéciales YARASA du service de renseignement étranger participent à l'offensive de Latchine pendant la deuxième guerre du Haut-Karabakh.
Les combattants des forces spéciales de la YARASA travaillent principalement à l'arrière des positions de l'armée arménienne, participant à la prise de contrôle d'un certain nombre de localités pendant les hostilités. En particulier, ils sont parmi les premiers à entrer dans la ville de Qubadli. Lors de la Parade de la Victoire, tenue le 10 décembre sur la place Azadliq, une unité spéciale de YARASA défile pour la première fois.